# Oorlog van Kieft
De Oorlog van Kieft, ook bekend onder de Engelse naam Wappinger War, was een conflict tussen Nederlandse kolonisten en indianen in de kolonie Nieuw-Nederland van 1643 tot 1645. De oorlog is genoemd naar Willem Kieft, die op dat moment de gouverneur van de kolonie was.

## Oorzaak
In augustus 1641 werd de kolonist Claes Swits in Nieuw-Amsterdam door een Wickquasgeek-Indiaan vermoord. Het motief was wraak voor een eerdere overval en moord vijftien jaar daarvoor door Europeanen op een Indiaanse familie. De toenmalige bestuurder van de kolonie, Willem Kieft, greep deze moord aan om af te rekenen met de indianen in de buurt. De kringen rond Kieft zagen de indianen als een hindernis om de kolonie verder te laten doorgroeien. Om steun te verwerven onder de Europese bevolking voor een aanval op de Indianen richtte Kieft een raad van twaalf op, bestaande uit twaalf prominenten van de kolonie, die hem moest adviseren. De raad ging akkoord dat de daders voor de moord moesten worden gestraft, maar vonden het toch raadzaam om eerst te zoeken naar een diplomatieke oplossing. De gouverneur moest volgens de raad de Indianen herhaaldelijk vriendelijk vragen de dader uit te leveren. Kieft weigerde dit advies te volgen en verbood ook nog enige verdere samenkomst van de raad, toen deze daadwerkelijk inspraak wilde.
De kolonisten wilden liever geen oorlog omdat de indianen hen waardevolle handelswaar gaven als pelzen. De gouverneur Kieft ging tegen wil en dank toch door met zijn plan.

## Oorlog

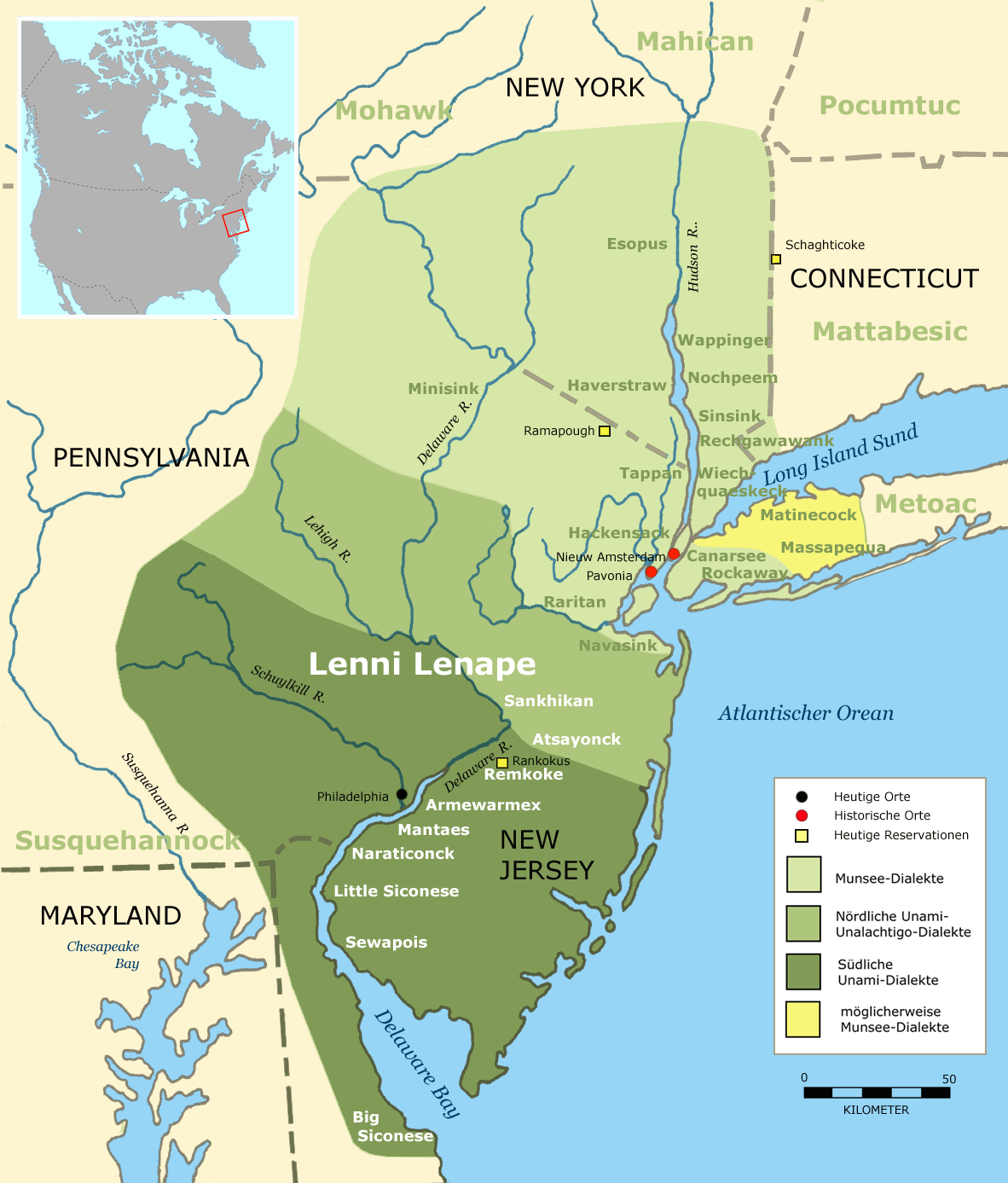
Overzicht van het gebied waarin de oorlog speelde en het woongebied van de verschillende indianenvolken

Kieft was ervan overtuigd dat het noodzakelijk was om de indianen aan te vallen in Pavonia (nu Jersey City in de staat New Jersey) en hij gaf daartoe orders op 25 februari 1643. De eerste aanval was een slachtpartij, waarbij 129 Nederlandse soldaten 120 Indianen doodden, waaronder vrouwen en kinderen. Geschiedkundigen zijn het er niet over eens of dit Kiefts idee was of niet, maar waar de bronnen het wel over eens zijn is dat hij de deelnemende soldaten achteraf bedankte en beloonde voor hun daden. De aanvallen zorgden ervoor dat de omringende indianenstammen zich verenigden - iets wat eerder nog niet vertoond was. In de herfst van 1643 viel een krijgsmacht van 1500 indianen Nieuw-Nederland binnen, waarbij de beroemde afvallige puriteinse Anne Hutchinson werd gedood. In een tegenactie werden die winter 500 Wecquaesgeeks - een stam van de Wappinger - gedood door Nederlandse troepen.
Gedurende de volgende twee jaar vielen de verenigde stammen over heel Nieuw-Nederland de kolonisten aan; verspreid en plotseling. De beperkt beschikbare troepen aan Nederlandse zijde konden dit soort aanvallen niet tegenhouden, maar aanvallen waren ook te zeer verspreid om veel tactisch effect te hebben. De laatste van de elf stammen sloot vrede in augustus 1645.

## Uitkomst
De aanvallen van de indianen deed een groot aantal kolonisten weer terugkeren naar Europa, en het vertrouwen in de West-Indische Compagnie werd flink op de proef gesteld. Kieft werd in 1647 teruggeroepen naar Nederland om zich te verantwoorden voor zijn aandeel, maar hij overleed bij een schipbreuk in de buurt van Swansea voordat zijn versie van de gebeurtenissen kon worden verteld. Zijn opvolger was Peter Stuyvesant, die Nieuw-Nederland bestuurde tot het werd over gedragen aan de Britten.
De oorlog was buitengewoon bloedig in verhouding tot de bevolkingsaantallen op dat moment: meer dan 1600 leden van de inheemse bevolking werden gedood in de Oorlog van Kieft op een moment dat de Europese bevolking van Nieuw-Amsterdam niet meer dan 250 bedroeg. Een relatieve rust keerde terug totdat er in de jaren 1650 een nieuwe oorlog uitbrak: de Esopusoorlog.